# Carol Dartora
Ana Carolina Moura Melo Dartora (Curitiba, 1 de maio de 1983), conhecida como Carol Dartora, é uma professora, historiadora, sindicalista, e política brasileira, filiada ao Partido dos Trabalhadores (PT). Atualmente exerce mandato de deputada federal pelo Paraná.
Na eleição municipal de 2020, tornou-se a primeira mulher negra a ser eleita à Câmara Municipal de Curitiba. Dois anos depois, seria eleita deputada federal e também a primeira mulher negra eleita deputada federal pelo Paraná.

## Carreira política

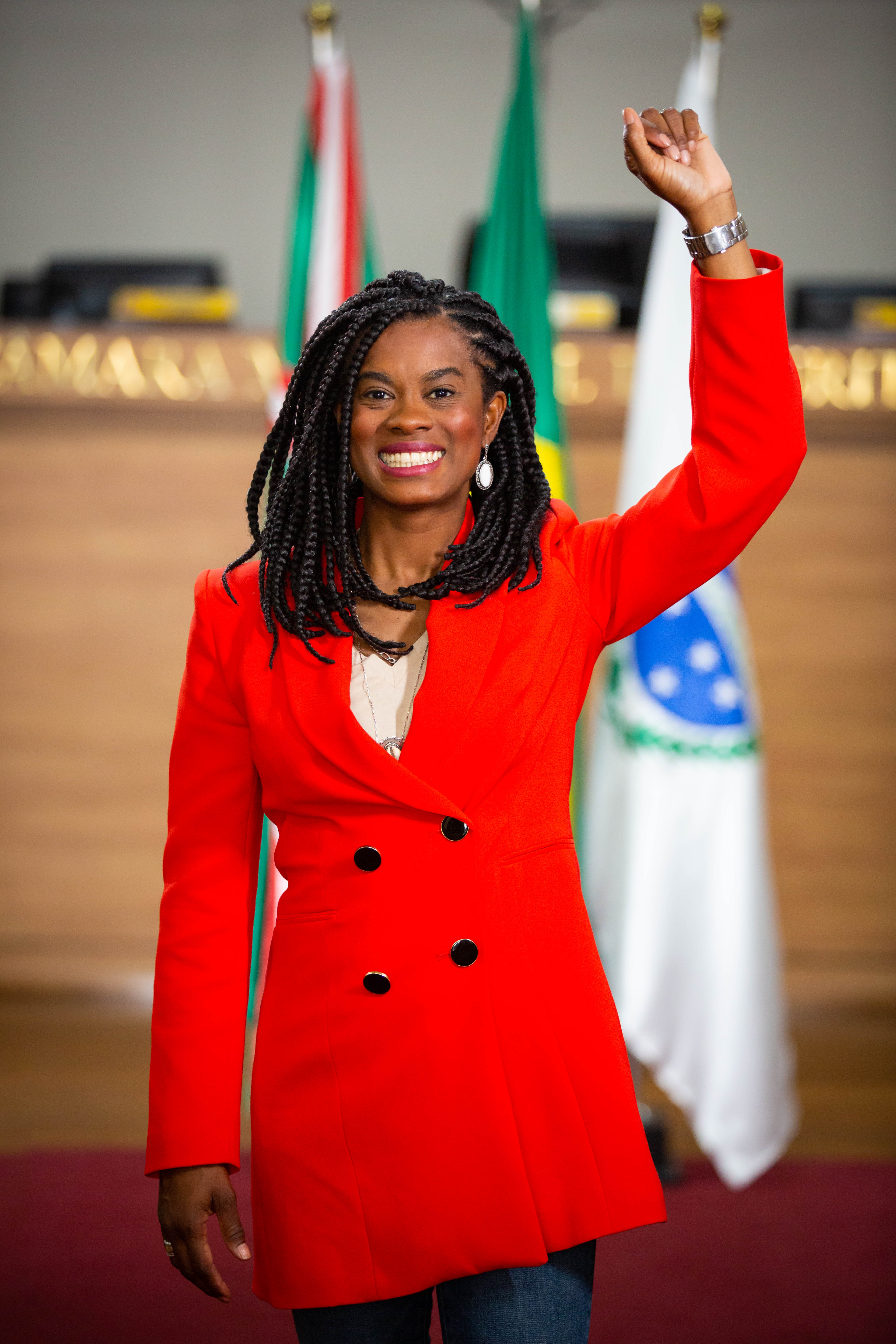
Carol Dartora no exercício de seu mandato como vereadora de Curitiba em 2022

Carol é graduada em História pela Universidade do Estado do Rio de Janeiro (UERJ), é especialista em Filosofia pela Universidade Federal de São Carlos (UFSCar), mestre em Educação pela Universidade Federal do Paraná (UFPR) e doutoranda em Tecnologia e Sociedade pela Universidade Tecnológica Federal do Paraná (UTFPR).
Dartora é militante da Marcha Mundial das Mulheres e do Movimento Negro. Foi secretária da Mulher Trabalhadora e Direitos LGBT do Sindicato dos Trabalhadores em Educação Pública do Paraná (APP-Sindicato).

### Câmara de Curitiba
Na eleição municipal de 2020, foi eleita vereadora de Curitiba com 8 874 votos, a terceira maior votação naquele pleito. Antes mesmo do resultado da apuração, Carol disse em entrevista: "Tô me sentindo muito feliz, imensamente grata por poder representar tantas pessoas, as mulheres, os negros, e encontrar tanta representatividade e eco dentro deste grupo".
Ainda antes de assumir a cadeira, Carol recebeu por email e redes sociais uma ameaça de morte. Na mensagem, o autor diz-se indignado por receber salário de vereadora enquanto ele recebe auxílio emergencial, a insulta de maneira racista, diz que irá comprar uma pistola em um morro do Rio, viajar para Curitiba para matá-la e depois se matar. À Tribuna do Paraná, Dartora disse que: "Não quero ser a próxima Marielle e não serei", em referência ao assassinato da vereadora do Rio. Posteriormente, Carol constataria que a ameaça era um ataque orquestrado de um suposto grupo neonazista atuante no Brasil, que também ameaça outros vereadores negros ou transexuais eleitos.
Na Câmara de Curitiba, Dartora foi líder da oposição ao governo Greca. É autora da lei que estabelece cotas para população negra e povos indígenas nos concursos públicos na cidade e, também, da lei que garante prioridade no atendimento de mulheres em situação de violência.

### Câmara dos Deputados
Carol disputou as eleições de 2022 e foi eleita com 130 654 votos. Tornou-se a primeira mulher negra eleita pelo Paraná ao Congresso Nacional.
Em novembro de 2022, como deputada eleita, Dartora foi anunciada na equipe de transição do Governo Lula no GT Desenvolvimento social e combate a fome.
No Câmara, Dartora foi escolhida relatora do PL de Cotas no Serviço Público (PL 1958/2021) que propõe a inclusão de indígenas e quilombolas no sistema de cotas em concursos públicos e amplia a reserva de vagas de 20% para 30%.

## Desempenho eleitoral
| Ano  | Eleição               | Partido        | Candidata a      | Votos           | Resultado |
| ---- | --------------------- | -------------- | ---------------- | --------------- | --------- |
| 2020 | Municipal de Curitiba | PT             | Vereadora        | 8.874 (1,21%)   | Eleita    |
| 2022 | Estadual no Paraná    | PT (FE Brasil) | Deputada federal | 130.654 (2,13%) | Eleita    |